# Mark Liveric
Mark Liveric, nato Mirko Liverić (Zaton, 16 agosto 1953), è un ex calciatore jugoslavo naturalizzato statunitense di ruolo centrocampista.

## Biografia
Nativo di Zaton, in Jugoslavia, si trasferì negli Stati Uniti d'America assumendone la nazionalità.

## Carriera

### Club
Nel 1974 viene ingaggiato dai N.Y. Cosmos, franchigia della NASL, con cui nelle due stagioni di militanza non supera la fase a gironi del torneo nordamericano.
Nella stagione 1976 passa ai S.J. Earthquakes, con cui raggiunge le semifinali del torneo, perse contro i Minnesota Kicks.
La stagione seguente passa a campionato in corso ai Washington Diplomats, con cui non supera la fase a gironi del torneo.
Nella stagione 1978 è agli Oakland Stompers, con cui non supera la fase a gironi.
Nella stagione 1979 inizia il campionato in forza ai canadesi dell'Edmonton Drillers, per poi tornare ai Cosmos, con cui raggiunge le semifinali del torneo. Il campionato seguente con i Cosmos Liveric si aggiudica il torneo, battendo in finale, nella quale non fu impiegato, i floridiani del Ft. Lauderdale Strikers.
Nella stagione 1981 torna agli Earthquakes. con cui non riesce ad accedere ai play off per il titolo.
Contemporaneamente e successivamente al calcio Liveric si dedicò all'indoor soccer, vincendo con i New York Arrows la Major Indoor Soccer League 1981-1982.

### Nazionale
Dal 1973 al 1980 gioca nella nazionale di calcio degli Stati Uniti d'America quattordici incontri ufficiali, segnando due reti, oltre due amichevoli non ufficiali contro l'Unione Sovietica. Ha segnato la prima rete il 5 agosto 1973 in una amichevole contro il Canada.

## Statistiche

### Cronologia presenze e reti in nazionale
| Cronologia completa delle presenze e delle reti in nazionale ― Stati Uniti | Cronologia completa delle presenze e delle reti in nazionale ― Stati Uniti | Cronologia completa delle presenze e delle reti in nazionale ― Stati Uniti | Cronologia completa delle presenze e delle reti in nazionale ― Stati Uniti | Cronologia completa delle presenze e delle reti in nazionale ― Stati Uniti | Cronologia completa delle presenze e delle reti in nazionale ― Stati Uniti | Cronologia completa delle presenze e delle reti in nazionale ― Stati Uniti | Cronologia completa delle presenze e delle reti in nazionale ― Stati Uniti |
| Data                                                                       | Città                                                                      | In casa                                                                    | Risultato                                                                  | Ospiti                                                                     | Competizione                                                               | Reti                                                                       | Note                                                                       |
| -------------------------------------------------------------------------- | -------------------------------------------------------------------------- | -------------------------------------------------------------------------- | -------------------------------------------------------------------------- | -------------------------------------------------------------------------- | -------------------------------------------------------------------------- | -------------------------------------------------------------------------- | -------------------------------------------------------------------------- |
| 3-8-1973                                                                   | Chicago                                                                    | Stati Uniti                                                                | 0 – 1                                                                      | Polonia                                                                    | Amichevole                                                                 | -                                                                          |                                                                            |
| 5-8-1973                                                                   | Windsor                                                                    | Canada                                                                     | 0 – 2                                                                      | Stati Uniti                                                                | Amichevole                                                                 | 1                                                                          | Uscita                                                                     |
| 10-8-1973                                                                  | San Francisco                                                              | Stati Uniti                                                                | 0 – 4                                                                      | Polonia                                                                    | Amichevole                                                                 | -                                                                          |                                                                            |
| 3-9-1978                                                                   | Reykjavík                                                                  | Islanda                                                                    | 0 – 0                                                                      | Stati Uniti                                                                | Amichevole                                                                 | -                                                                          | Uscita                                                                     |
| 6-9-1978                                                                   | Lucerna                                                                    | Svizzera                                                                   | 2 – 0                                                                      | Stati Uniti                                                                | Amichevole                                                                 | -                                                                          | 63’                                                                        |
| 20-9-1978                                                                  | Setúbal                                                                    | Portogallo                                                                 | 1 – 0                                                                      | Stati Uniti                                                                | Amichevole                                                                 | -                                                                          | Uscita                                                                     |
| 2-5-1979                                                                   | East Rutherford                                                            | Stati Uniti                                                                | 0 – 6                                                                      | Francia                                                                    | Amichevole                                                                 | -                                                                          | 75’                                                                        |
| 7-10-1979                                                                  | Hamilton                                                                   | Bermuda                                                                    | 1 – 3                                                                      | Stati Uniti                                                                | Amichevole                                                                 | 1                                                                          | Uscita                                                                     |
| 10-10-1979                                                                 | Parigi                                                                     | Francia                                                                    | 3 – 0                                                                      | Stati Uniti                                                                | Amichevole                                                                 | -                                                                          | 71’                                                                        |
| 26-10-1979                                                                 | Budapest                                                                   | Ungheria                                                                   | 0 – 2                                                                      | Stati Uniti                                                                | Amichevole                                                                 | -                                                                          |                                                                            |
| 29-10-1979                                                                 | Dublino                                                                    | Irlanda                                                                    | 3 – 2                                                                      | Stati Uniti                                                                | Amichevole                                                                 | -                                                                          | 85’                                                                        |
| 25-10-1980                                                                 | Fort Lauderdale                                                            | Stati Uniti                                                                | 0 – 0                                                                      | Canada                                                                     | Qual. Mondiali 1982                                                        | -                                                                          | 77’                                                                        |
| 1-11-1985                                                                  | Vancouver                                                                  | Canada                                                                     | 2 – 1                                                                      | Stati Uniti                                                                | Qual. Mondiali 1982                                                        | -                                                                          | 76’                                                                        |
| 23-11-1980                                                                 | Fort Lauderdale                                                            | Stati Uniti                                                                | 2 – 1                                                                      | Messico                                                                    | Qual. Mondiali 1982                                                        | -                                                                          |                                                                            |
| Totale                                                                     |                                                                            | Presenze                                                                   | 14                                                                         |                                                                            | Reti                                                                       | 2                                                                          |                                                                            |

## Palmarès

### Calcio
- Campionato NASL: 1

New York Cosmos:1980

### Indoor soccer
- Major Indoor Soccer League (1978): 1

New York Arrows: 1982